# Cantonul Sedan-Ouest
Cantonul Sedan-Ouest este un canton din arondismentul Sedan, departamentul Ardennes, regiunea Champagne-Ardenne, Franța.

## Comune
- Bosseval-et-Briancourt
- Chéhéry
- Cheveuges
- Donchery
- Noyers-Pont-Maugis
- Saint-Aignan
- Saint-Menges
- Sedan (parțial, reședință)
- Thelonne
- Villers-sur-Bar
- Vrigne-aux-Bois
- Wadelincourt